# Elihan Tore
Elihan Tore (en uigur: ئەلىخان تۆرە; en chino simplificado, 艾力汗·吐烈; 21 de marzo de 1884-28 de febrero de 1976) fue el presidente de la Segunda República del Turquestán Oriental Nació en Tokmok, antes conocido como Balasagun, Kirguistán y en 1920 escapó de la Unión Soviética a Kasgar en el Turquestán Oriental. En abril de 1944, Elihan Tore junto con Abdulkerim Abbas, Xabib Yunich y otras nueve personas formaron una organización de liberación en Ghulja (Yining) para liberar el Turquestán Oriental del dominio nacionalista chino. El 11 de noviembre de 1944, lanzaron la Rebelión Ili con el apoyo de la Unión Soviética.

## Biografía
Elihan Tore fue elegido presidente de la República de Turquestán Oriental (RTO) al día siguiente de la victoria de la revuelta en la ciudad de Ghulja el 12 de noviembre de 1944. Tenía el rango militar de Mariscal del Ejército Nacional de Ili, formado el 8 de abril de 1945.[cita requerida]
Elihan Tore fue la única persona en el liderazgo del RTO que se opuso a la orden de Iósif Stalin de poner fin a la ofensiva del Ejército Nacional Ili en Urumqi e iniciar negociaciones con el Kuomintang en octubre de 1945.[cita requerida]
El 16 de junio de 1946, seis días después de la firma en Urumchi del "acuerdo de paz" entre representantes de la República de Turquestán Oriental y el Kuomintang, que concluyó las difíciles negociaciones de ocho meses que se iniciaron el 14 de octubre de 1945 bajo la mediación soviética y de acuerdo con la oferta del Generalísimo Chiang Kai-shek para resolver pacíficamente la crisis de Sinkiang, la KGB lo devolvió por la fuerza a la URSS y lo confinó allí. El resto de su vida pasó bajo arresto domiciliario en Taskent, donde escribió un libro Türkistan kaygısı (La tragedia de Turkistán) sobre Sinkiang.[cita requerida]